# フルーガービル (テキサス州)
フルーガービル（Pflugerville）は、アメリカ合衆国テキサス州のトラヴィス郡にある都市。人口は6万5191人（2020年）。州都オースティンに隣接している。市域の一部はウィリアムソン郡に入っている。

## 歴史
町の歴史は1849年にドイツ人のフルーガー家が入植したことに始まる。その後もドイツ移民の入植が続いた。人口は非常にゆっくりと増加し、長年のどかな農業地域であり続けた。1960年頃からオースティンのベッドタウンとして注目されるようになり、1965年に法人化してフルーガービル市が誕生した。ただし、本格的な住宅地造成が始まったのは1990年代に入ってからである。2020年アメリカ合衆国国勢調査によれば、市の人口の33パーセントはヒスパニックであり、ドイツ系は少数派となっている。

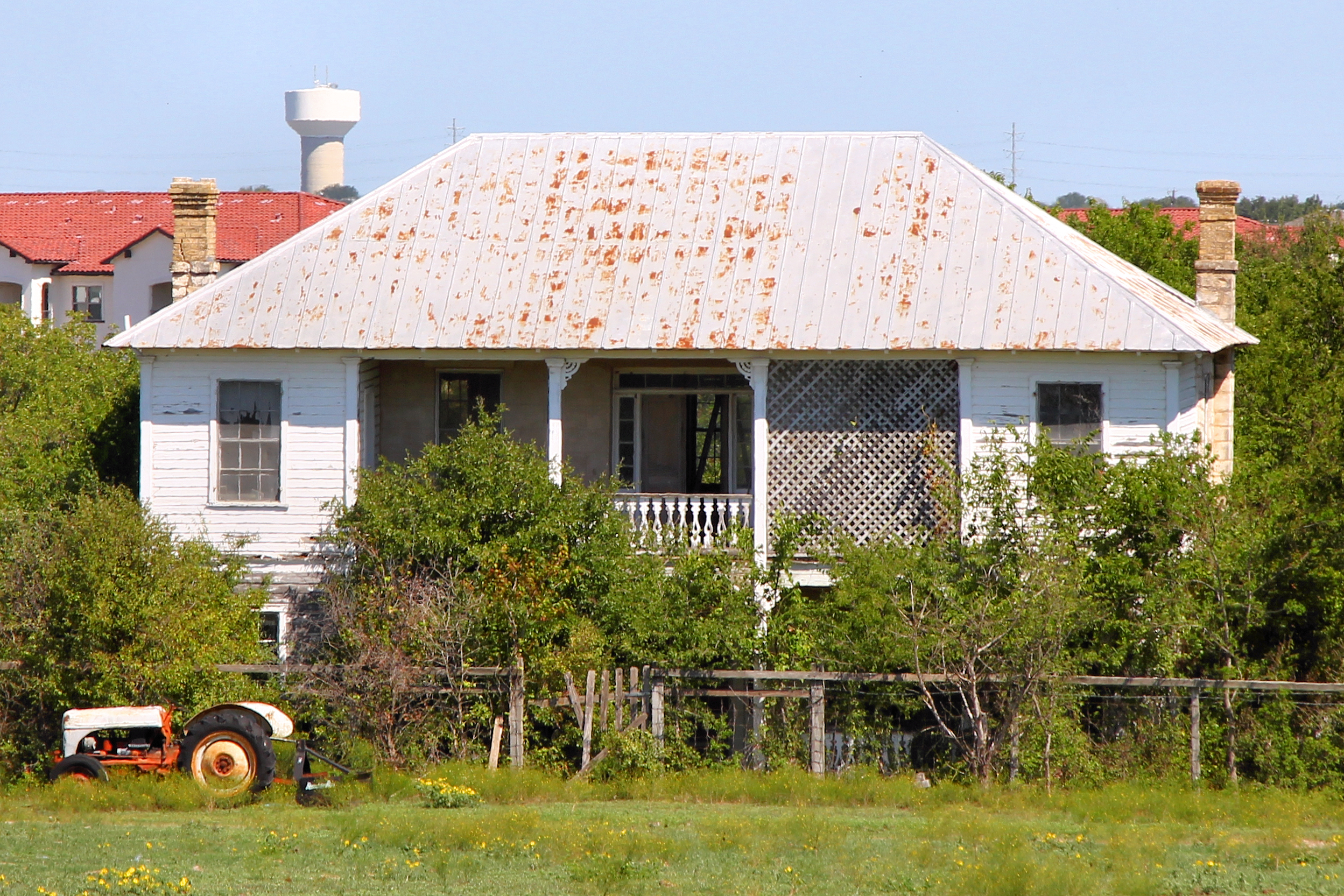
フルーガー邸（文化財）